# Manoir de la Ville-Gauthier
Le manoir de la Ville-Gauthier est un édifice situé à Ploërmel en France.

## Localisation
Le manoir est situé sur le territoire de la commune de Ploërmel, au lieu-dit la Ville-Gauthier, dans le département du Morbihan en région Bretagne.

## Description
Le manoir date de la première moitié du XVIIe siècle , édifice à un étage carré en moellons de granite et de schiste. Toiture à longs pans couverte d'ardoises. Escalier hors-œuvre : escalier à vis sans jour.

## Historique
Le manoir est inscrit à l'inventaire général du patrimoine culturel.